# يوهان سيرناندر
يوهان روتجر سيرناندر (2 نوفمبر 1866 – 27 أكتوبر 1944) عالم نبات وجيولوجي وآثار سويدي. كان أحد مؤسسي دراسة علم الحفريات التي طورها لاحقًا لينارت فون بوست بالإضافة إلى كونه رائدًا في أوائل الحركات السويدية للحفاظ على الطبيعة والبيئة. كان عضوًا في الأكاديمية الملكية السويدية للعلوم والأكاديمية الملكية السويدية للآداب والتاريخ والآثار والأكاديمية النرويجية للعلوم والآداب، وهو أحد مؤسسي الجمعية السويدية لحماية الطبيعة عام 1909 وكذلك رئيسها خلال عدد من السنوات الأولى. 